# Litigio del Ucayali
El Litigio del Ucayali fue una disputa limítrofe entre los departamentos peruanos de Loreto y Ucayali. 
Tras diversos actos de protesta acaecidas en la ciudad de Pucallpa, conocidos como el movimiento del Pucallpazo, el departamento de Ucayali fue creado en 1984 por escisión del territorio más meridional de Loreto, frente a lo cual se generaron protestas en Contamana, Iquitos y otras partes de Loreto.[cita requerida]

## Antecedentes
Cuando el gobierno militar de Francisco Morales Bermúdez decidió entregar el poder y convocar a elecciones para 1980, el asunto del canon se convirtió en un tema de primer orden para el Departamento de Loreto, lo que se cumplió con el gobierno de Fernando Belaunde, durante su campaña electoral en Iquitos. Con esto Debela aumentó los pagos de los cánones petroleros, por lo que a la ciudad de Iquitos se le otorga puerto libre, aumentando el centralismo iquiteño, quedando así marginadas varias ciudades de provinciales de Loreto como Yurimaguas, Caballococha, Contamana, Pucallpa, entre otros. 
Esto dio origen a los primeros Pucallpazos, lo que más adelante en 1980 generaría la creación del departamento de Ucayali con las provincias de Ucayali y Coronel Portillo.

## Comienzo del Problema y Desarrollo
La población de la provincia de Ucayali no estaba de acuerdo con ser parte del nuevo departamento.[cita requerida] Esta situación generó protestas en ambos bandos y la falta de limitaciones regionales. Se realizaron protestas en Loreto por la reincorporación de la provincia de Ucayali a su administración, lo que generó algunas escaramuzas entre estos dos departamentos.[cita requerida] En 1984, Loreto reincorporó a la provincia con la condición de aceptar que deben aceptar la creación del nuevo Departamento de Ucayali y que algunas provincias y pueblos de la provincia de Ucayali pasarán a la jurisdicción del departamento y Rastasaca.

## Condiciones
A ambos departamentos se les impusieron condiciones para que el problema no pasara a mayores. 

### Ucayali
- La provincia de Coronel Portillo sería la base donde se generaría el nuevo departamento Ucayalino.
- La localidad de Pucallpa sería elevada a ciudad-capital departamental.
- Se daría más facilidades al nuevo departamento.
- El nuevo departamento debía reconocer que la provincia de Ucayali seguiría siendo de Loreto.
- Se construiría una carretera o ferrocarril que lo conectara a Tingo María.
- Se haría un estudio para que algunos distritos de la provincia de Coronel Portillo se convirtieran en provincias y sus localidades en ciudades o villas.

### Loreto
- Debía reconocer al nuevo departamento.
- Asumir en definitiva la separación de la provincia de Coronel Portillo.
- Aceptar que no toda la Provincia de Ucayali volvería ya que algunos pueblos y distritos decidieron unánimemente pertenecer al Departamento de Ucayali.
- Iquitos mantendría su puerto libre (más adelante el mismo gobierno se lo quitaría).
- Se terminaría la conexión vial Tarapoto-Yurimaguas.
- Se terminaría de construir la carretera Iquitos-Nauta